# Jasov
Jasov és un poble i municipi d'Eslovàquia. Es troba a la regió de Košice, a l'est del país.

## Història
La primera referència escrita de la vila data del 1234.

## Demografia
| Godina             | 1994 | 2004    | 2014    | 2024   |
| ------------------ | ---- | ------- | ------- | ------ |
| Nombre de persones | 2436 | 2832    | 3500    | 3740   |
| Diferència         |      | +16,25% | +23,58% | +6,85% |

| Godina             | 2023 | 2024   |
| ------------------ | ---- | ------ |
| Nombre de persones | 3675 | 3740   |
| Diferència         |      | +1,76% |